# 光果软毛虫实
光果软毛虫实（学名：Corispermum puberulum var. ellipsocarpum）为藜科虫实属下软毛虫实的一个变种。